# Кордеу
Кордеу (рум. Cordău) — село у повіті Біхор в Румунії. Входить до складу комуни Синмартін.
Село розташоване на відстані 425 км на північний захід від Бухареста, 12 км на південь від Ораді, 125 км на захід від Клуж-Напоки, 145 км на північний схід від Тімішоари.

## Населення
За даними перепису населення 2002 року у селі проживали 1334 особи.
Національний склад населення села:
| Національність | Кількість осіб | Відсоток |
| -------------- | -------------- | -------- |
| румуни         | 1217           | 91,2%    |
| цигани         | 114            | 8,5%     |

Рідною мовою назвали:
| Мова      | Кількість осіб | Відсоток |
| --------- | -------------- | -------- |
| румунська | 1263           | 94,7%    |
| циганська | 68             | 5,1%     |